# Хронологія подій програми «Аполлон»
,У наведеній нижче таблиці подано події, пов'язані із задумом і реалізацією американської наукової космічної програми «Аполлон» НАСА, зокрема хронологія польотів місій, запущених у рамках цієї програми, а також деякі інші події, які справили вплив на перебіг програми.

## Хронологія подій програми «Аполлон»

### 1959 рік
| Дата               | Подія |
| ------------------ | --- |
| 02.01.1959         | Вернер фон Браун висунув прогноз, за яким упродовж 10 найближчих років буде здійснено політ навколо Місяця. |
| 19.01.1959         | НАСА підписало остаточний контракт з компанією Rocketdyne Division, NAA на суму 102 млн дол. на проєктування й розробку однокамерного ракетного двигуна F-1 на рідкому паливі. |
| 27.01.1959         | Після консультацій з Міністерством оборони США НАСА сформулювало національну програму розробки космічних апаратів. Її основна ідея програми полягала в тому, що для кожної серії майбутніх космічних місій слід розробити єдиний ракетний носій, який завдяки цьому досягне високого рівня надійності, а система наведення та корисне навантаження можна буде змінювати відповідно до мети місії. Було описано чотири ракетні носії загального призначення: «Вега», «Центавр», «Сатурн» та «Нова». Перший ступінь ракети-носія «Нова» мав бути оснащений чотирма двигунами F-1, другий — одним двигуном F-1, а третій мав розміри міжконтинентальної балістичної ракети, але використовував рідкий водень як паливо. Ця ракета-носій мала стати першою в серії, здатній доставити людину на поверхню Місяця і безпечно повернути її на Землю в рамках місії за концепцією прямого злету. |
| 02.02.1959         | Назву ракети-носія змінено з «Юнона V» на «Сатурн», оскільки Сатурн — наступна планета після Юпітера. 3 лютого Рой Джонсон, директор Агентства з перспективних досліджень, затвердив цю назву. |
| 05.02.1959         | На засіданні в Лабораторії реактивного руху (JPL) НАСА було створено Робочу групу з дослідження Місяця. |
| 15.02.1959         | НАСА оприлюднило план розробки ракет-носіїв Vega на наступне десятиліття. Пізніше його скасували, оскільки він мав надто багато спільного сильно велику схожість з ракетою «Аджена»). |
| 06.03.1959         | Камера тяги двигуна F-1 успішно випробувана в статичному режимі. |
| 02.04.1959         | Обрано Першу групу астронавтів НАСА (Mercury Seven) — Гордон Купер, Вірджил Гріссом, Дональд Слейтон, Скотт Карпентер, Алан Шепард, Волтер Ширра, Джон Гленн. Усі сім астронавтів зрештою полетіли в космос. |
| 03.05.1959         | Перший двигун Rocketdyne H-1 для ракети «Сатурн» прибув до Управління балістичних ракет армії США (ABMA). |
| 06.05.1959         | Створено Комітет Джастроу з дослідження Місяця. |
| 25–26.05.1959      | Дослідницький керівний комітет встановив попередні пріоритети пілотованих космічних польотів: проєкт «Меркурій», балістичні зонди, супутник для дослідження навколишнього середовища, маневрений пілотований супутник, пілотована космічна лабораторія, місячний розвідувальний супутник, висадка на Місяць, розвідка Марса і Венери, висадка на Марс і Венеру. |
| 02.06.1959         | Перше тривале випробування (151,03 с) двигуна Rocketdyne H-1 для ракети «Сатурн». |
| 03.06.1959         | Розпочато будівництво першого стартового комплексу для ракет «Сатурн». |
| 18.06.1959         | НАСА виділило 150 000 дол. на дослідження Командування ракетних військ армії США щодо програми дослідження Місяця на основі систем, що використовують ракету «Сатурн». |
| Літо 1959 року     | Члени Космічної робочої групи (STG) працювали над концепціями польотів на навколоземну та навколомісячну орбіти. |
| 01.08.1959         | Агентство передових оборонних дослідницьких проєктів США (ARPA) доручило Командуванню ракетних військ армії США провести на початку 1960 року статичні випробування першої випробувальної ракети-носія «Сатурн». |
| Вересень 1959 року | В Інструментальній лабораторії Массачусетського технологічного інституту за контрактом з НАСА розпочалося дослідження щодо проєктування систем наведення та управління для різних космічних місій. |
| 28.09.1959         | Алан Келет (Alan Kehlet) на засіданні Космічної робочої групи представив пропозиції щодо багатомісної капсули для повернення астронавтів на Землю — лінзоподібний апарат, здатний безпечно доставити трьох членів екіпажу з Місяця на Землю зі швидкістю близько 36 000 футів на секунду. |
| 21.10.1959         | Президент США Дуайт Ейзенхауер оголосив про намір передати НАСА контроль над персоналом та об'єктами Відділу розробки та виробництва Управління балістичних ракет армії США. Передача, яка підлягала затвердженню Конгресом, передбачала, зокрема, розробки ракети «Сатурн». |
| 02.11.1959         | Розпочато попереднє проєктування багатомісної капсули для навколомісячної місії з особливою увагою до використання капсули як тимчасової космічної лабораторії, кабіни для посадки на Місяць і зонда для дослідження далекого космосу. Оголошено про передачу проєкту «Сатурн I» НАСА. |
| 07.12.1959         | ARPA та НАСА звернулися до Командування ракетних військ армії США з проханням підготувати інженерно-технічне та економічне обґрунтування нової конфігурації ракети «Сатурн» з другим ступенем, що складається з чотирьох двигунів на рідкому паливі (рідкий водень + рідкий кисень) (майбутній ступінь S-IV) та модифікованим третім ступенем «Центавр» (майбутній ступінь S-V). |
| 15.12.1959         | Команда НАСА завершила розробку верхніх ступенів ракети-носія «Сатурн». |

### 1960 рік
| Дата              | Подія |
| ----------------- | --- |
| Початок 1960 року | За часів адміністрації Дуайта Ейзенхауера задумано продовження програми «Меркурій» — космічну програму, яка передбачала висадку людей на Місяць. Менеджер НАСА Ейб Сільверстайн дав їй назву «Аполлон» на честь грецького бога світла, музики і Сонця. |
| Січень 1960 року  | Компанія Chance Vought Corporation завершила незалежне секретне дослідження реалізованості пілотованого польоту на Місяць і повернення (MALLAR), яке фінансувалося компанією під керівництвом Томаса Долана (Thomas Dolan). |
| 28.01.1960        | Представлено 10-річний план НАСА на 1960—1970 роки. |
| 01.02.1960        | Управління балістичних ракет армії США подало до НАСА результати дослідження під назвою «Програма дослідження Місяця на основі систем із ракетами-носіями „Сатурн“». Воно містило, зокрема, дослідження пілотованих посадок на Місяць. |
| 29.02.1960        | Свої пропозиції щодо контракту на другий ступінь ракети-носія «Сатурн» (S-IV) подали 11 компаній: Bell Aircraft Corporation, The Boeing Airplane Company, Chrysler Corporation, General Dynamics Corporation, Convair Astronautics Division, Douglas Aircraft Company, Grumman Aircraft Engineering Corporation, Lockheed Aircraft Corporation, The Martin Company, McDonnell Aircraft Corporation; North American Aviation та United Aircraft Corporation.                                                                                               |
| 3–5.03.1960       | Офіційні особи обговорили програму пілотованих космічних польотів, елементи якої були представлені Конгресу в січні. Центру космічних польотів імені Ґоддарда доручено визначити основні припущення, на які мають орієнтуватися всі групи під час подальшої розробки польоту на Місяць. |
| 15.03.1960        | Відділ розробки та виробництва Управління балістичних ракет армії США та вся програма «Сатурн» передані до НАСА. Згідно з указом президента, об'єкти отримали назву Центр космічних польотів імені Маршалла. Офіційне передання відбулася 1 липня. |
| 06.04.1960        | Чотири з восьми двигунів H-1 першого ступеня ракети-носія «Сатурн C-1» успішно пройшли статичні випробування в Редстоун-Арсеналі, пропрацювавши сім секунд. |
| 26.04.1960        | НАСА оголосило, що для побудови другого ступеня (S-IV) ракети-носія «Сатурн C-1» вибрано компанію Douglas Aircraft. |
| 29.04.1960        | На космодромі Редстоун Арсенал всі вісім двигунів H-1 першого ступеня ракети-носія «Сатурн C-1» вперше одночасно пройшли статичні випробування. |
| 26.05.1960        | У Космічному центрі імені Маршалла розпочато складання першого ракетного прискорювача «Сатурн» — SA-1. |
| 31.05.1960        | НАСА вибрало підрозділ Rocketdyne компанії NAA для розробки J-2 — ракетного двигуна на рідкому водні та рідкому кисні. |
| 08.06.1960        | У Центрі космічних польотів імені Маршалла (MSFC) успішно проведено повне статичне випробування восьми двигунів ракети-носія «Сатурн» тривалістю 110 секунд — найтриваліше на той час випробування. |
| 15.06.1960        | У Космічному центрі імені Маршалла успішно відбулася перша серія статичних випробувань першого ступеня ракети «Сатурн C-1»: вісім двигунів H-1 працювали протягом 122 с. |
| 01.07.1960        | Засновано Центр космічних польотів імені Маршалла, який розроблятиме важкі ракети класу «Сатурн» для програми «Аполлон». |
| Липень 1960 року  | Заступник адміністратора НАСА Г'ю Драйден анонсував програму «Аполлон» представникам різних галузей промисловості. |
| 25–29.07.1960     | Для програми пілотованих космічних польотів затверджено назву «Аполлон». Програма отримає таку назву на майбутній конференції з планів програм НАСА та промисловості. |
| 13.08.1960        | Здійснено перше фотогеологічне дослідження поверхні Місяця. Завершено картографування армією можливих місць посадки на Місяць. |
| 30.08.1960        | Оголошено конкурс на розробку техніко-економічного обґрунтування програми. |
| 01.09.1960        | Створено офіс проєкту «Аполлон». |
| 10.09.1960        | НАСА підписало з підрозділом Rocketdyne компанії NAA контракт на розробку двигуна J-2 на суму приблизно 44 млн дол. |
| 13.09.1960        | США і ПАР підписали офіційну угоду про будівництво нової станції стеження за космічними апаратами в Крюгерсдорпі (поблизу Йоганнесбурга). Ця станція стане однією з трьох, оснащених для підтримання постійного зв'язку з місячними та планетарними космічними апаратами. |
| 25.10.1960        | Укладено контракти на проведення досліджень із компаніями General Dynamics/Convair, General Electric і Glenn L. Martin Company. |
| 02.11.1960        | Опубліковано «Ортографічний атлас Місяця», який містив 5000 базових точок у поєднанні з найкращими доступними на той час фотографіями. |
| 08.11.1960        | Джона Кеннеді обрано президентом Сполучених Штатів. Під час своєї перевиборчої кампанії він використовував аерокосмічні технології як символ національного престижу, пообіцявши, що США будуть «не „перші, але“, не „перші, а також“, не „перші, якщо“, а просто перші». |
| 29.11.1960        | У Центрі космічних польотів імені Маршалла (MSFC) відбувся спільний брифінг щодо програм «Аполлон» і «Сатурн», у якому також узяли участь представники Космічної робочої групи (STG). Максим Фаже із Космічної робочої групи і директор Центру космічних польотів імені Маршалла Вернер фон Браун домовилися про розробку спільної програми STG-MSFC для здійснення пілотованої висадки на Місяць. Сфери відповідальності розподілили так: Центр — ракета-носій і висадка на Місяць; Робоча група — навколомісячна орбіта, висадка і повернення на Землю. |
| 02.12.1960        | Перший із нової серії статичних запусків ракети «Сатурн». Запуск визнаний успішним лише на 50 %. |
| 6–9.15.1960       | Перші огляди техніко-економічного обґрунтування проєкту «Аполлон» компаній General Electric і Martin Company, General Dynamics. |
| 13.12.1960        | Введено в експлуатацію транспортну баржу «Палемон» довжиною 180 футів, призначену для транспортування ракет-носіїв «Сатурн» від Центру космічних польотів імені Маршалла (MSFC) до мису Канаверал по воді. |
| 29.12.1960        | Компанія Grumman розпочала роботу над дослідженням концепції зустрічі на навколо місячній орбіті. |

### 1961 рік
| Дата               | Подія |
| ------------------ | --- |
| 6–12.01.1961       | Відбуваються перші засідання технічних груп зв'язку «Аполло», створених для координації обміну інформацією між центрами НАСА. |
| 19.01.1961         | Космічний центр імені Маршалла уклав контракти з компаніями Douglas Aircraft Company і Chance Vought Corporation на дослідження запуску пілотованих дослідних експедицій у місячний і міжпланетний простір з навколоземної орбіти. |
| 20.01.1961         | Джон Кеннеді склав присягу і став 35-м президентом США. |
| 25.01.1961         | Компанія Lockheed Aircraft Corporation отримала контракт від Центру космічних польотів імені Маршалла на дослідження можливості дозаправки космічного корабля на орбіті. |
| 26.01.1961         | Щоб дотриматися графіка виконання програми «Аполлон», Вернер фон Браун, директор Космічного центру ім. Маршалла, запропонував змінити ракету-носій «Сатурн C-1» з триступеневої на двоступеневу. Запланований третій ступінь (S-V) скасовано. |
| 30.01.1961         | Джон Кеннеді оголосив, що висуває Джеймса Вебба на посаду адміністратора НАСА, а Г'ю Драйдена — на посаду його заступника. 9 лютого Сенат затвердив ці кандидатури, а 14 лютого вони склали присягу. |
| 07.02.1961         | Робоча група з пілотованої висадки на Місяць дійшла висновку, що пілотовану посадку на Місяць можна здійснити протягом найближчого десятиліття за концепцією зближення на навколоземній орбіті або прямого злету. |
| 10.02.1961         | Перше статичне випробування прототипу камери тяги для двигуна F-1, проведене підрозділом Rocketdyne Division. |
| 01.03.1961         | Оголошено поточні конфігурації ракет-носіїв «Сатурн» C-1, C-2 (чотириступенева версія), C-2 (триступенева версія). |
| 07.03.1961         | У Космічному центрі імені Маршалла в Гантсвіллі відбувся перший політ моделі ракети-носія «Сатурн» (SA-1), установленої на статичному випробувальному стенді. |
| Квітень 1961 року  | Компанія Douglas Aircraft Company повідомила, що створення повітряного транспорту для 2-го ступеня ракети «Сатурн C-1» (S-IV) є можливим. |
| 06.04.1961         | Під час статичного випробування двигуна F-1 досягнуто рекордного значення тяги для однокамерного двигуна. |
| 12.04.1961         | СРСР уперше запустив у космос людину: на космічному кораблі «Восток-1» у космос полетів Юрій Гагарін. Президент США Джон Кеннеді на черговій пресконференції сказав:Вони (СРСР) створили великі ракети-носії, що дало їм змогу першими запустити супутник і першими відправити людину в космос. Я сподіваюся, що ми зможемо реалізувати наші плани цьогоріч, з належною увагою до проблеми життя людей, які беруть участь у цій програмі. Але ми відстаємо… <…> Ми не зможемо наздогнати їх одразу…". |
| 20.04.1961         | Джон Кеннеді надіслав службову записку віцепрезиденту Ліндону Джонсону, у якій попросив того з'ясувати стан американської космічної програми, а також інших програм, які могли б дати НАСА змогу надолужити згаяне. |
| 05.05.1961         | Перший суборбітальний пілотований політ американського астронавта: на космічному кораблі «Меркурій-Редстоун-3» («Фрідом-7») у космос злетів астронавт Алан Шепард. Робоча група завершила розробку першого проєкту «Аполлон, фаза А: загальні вимоги до пропозиції щодо пілотованого космічного корабля та системи», що стало першим кроком на шляху до розробки специфікації космічного корабля. Основою планування навколомісячний політ.                                                           |
| 13.05.1961         | В СРСР видано указ «Про перегляд планів космічних об'єктів для досягнення цілей оборонного призначення». Указ установив датою першого запуску ракети Н-1 кінець 1965 року. Головному конструкторові Ради головних конструкторів Володимиру Челомею наказано зосередитися на ЛК-1 — космічному апараті для пілотованого обльоту Місяця. |
| 22.05.1961         | Завершено другий проєкт технічного завдання на розробку вдосконаленого пілотованого космічного корабля, у який додано результати внутрішніх досліджень НАСА та досліджень підрядників щодо технічної здійсненності проєкту. |
| 25.05.1961         | Джон Кеннеді у Спеціальному посланні до Конгресу запропонував здійснити висадження людей на Місяць. |
| 31.05.1961         | Космічна робоча група подала до штаб-квартири НАСА рекомендації щодо відбору й підготовки екіпажу для пілотованих польотів. |
| 02.06.1961         | Руйнування шлюзу на греблі Вілер нижче Гантсвілла на річці Теннессі перекрило запланований водний маршрут першого космічного ракетоносія «Сатурн» із Космічного центру імені Маршалла до мису Канаверал на баржі «Палемон». |
| 05.06.1961         | Завершено будівництво величезного стартового комплексу «Сатурн I». Гігантська башта вагою 2800 т є найбільшою рухомою наземною спорудою в Північній Америці. |
| 23.06.1961.        | Припинена розробка ракети «Сатурн C-2». НАСА оголосило, що подальші зусилля будуть спрямовані на уточнення концепцій «Сатурн C-3» і «Нова». НАСА також оголосило, що ракета-носій «Сатурн C-1», здатна виводити на орбіту Землі десятитонний корисний вантаж, буде введена в експлуатацію в 1964 році. |
| 26.06.1961         | Щоб замінити баржу «Палемон» для транспортування ракети-носія «Сатурн» до мису Канаверал, НАСА придбало баржу YFNB ВМС США. |
| Липень 1961 року   | Розпочалося придбання землі для Центру управління запусками (LOC), розташованого на північ від мису Канаверал, на острові Меррітт-Айленд. Заступник адміністратора НАСА Роберт Сіманс створив спеціальний комітет на чолі з його технічним помічником Ніколасом Головіним (Nicholas E. Golovin), який мав надати рекомендації щодо ракети-носія для програми «Аполлон». Це стало поворотним моментом у виборі рішення щодо концепції місії.                                                           |
| 07.07.1961         | Створено Групу з планування великих ракет-носіїв при Міністерстві оборони США та НАСА. |
| 11.07.1961         | Почалася серія статичних випробувань двигуна F-1 у повній комплектації. |
| 20.07.1961         | Група з планування великих ракет-носіїв офіційно розпочала свою роботу. |
| 24.07.1961         | Оголошено про зміни в конфігурації ракети-носія «Сатурн»: - C-1: ступені S-I та S-IV; - C-2: ступені S-I, S-II та S-IV; - C-3: ступені S-IB, S-II та S-IV. |
| 28.07.1961         | НАСА запросила 12 компаній подати 9 жовтня пропозиції на участь у тендері на головного підрядника космічного корабля «Аполлон». |
| Серпень 1961 року  | Завершено будівництво станції глибокого космосу в Хартбістхук, Південна Африка. |
| 02.08.1961         | НАСА оголосило, що проводить всебічне дослідження можливих місць запуску місячних космічних апаратів. |
| 05.08.1961         | Перший ракетоносій «Сатурн» (SA-1) розпочав водну подорож до мису Канаверал на військово-морській баржі «Компроміс» після об'їзду суходолом греблі Вілер. |
| 09.08.1961         | Для розробки системи наведення й навігації космічного корабля «Аполлон» НАСА вибрало Інструментальну лабораторію MIT. |
| 14.08.1961         | Перший «Сатурн I» прибув до мису Канаверал. |
| 16.08.1961         | Випробування ракетного двигуна F-1 у першій серії запусків повної системи польоту. |
| 24.08.1961         | Місцем запуску ракети «Сатурн V» обрано Меррітт-Айленд. |
| Вересень 1961 року | Сенат дозволив НАСА придбати необхідну кількість землі для додаткових запускних установок на мисі Канаверал. |
| 11.09.1961         | НАСА вибрало North American Aviation (NAA) для розробки другого ступеня (S-II) вдосконаленої ракети-носія «Сатурн». |
| 17.09.1961         | НАСА запросило 36 компаній до участі в тендері на контракт на виробництво першого ступеня вдосконаленої ракети-носія «Сатурн». |
| 19.09.1961         | Адміністратор НАСА Джеймс Вебб оголосив, що новим місцем розташування Центру пілотованих космічних кораблів стане місто Х'юстон у штаті Техас |
| Жовтень 1961 року  | НАСА вибрало проєкт Максима Фаже як основу на черговому конкурсі з фінансування розробки космічних кораблів. |
| 23.10.1961         | Капсула «Меркурій-Редстоун-3» («Фрідом-7»), у якій Алан Шепард здійснив перший суборбітальний космічний політ, передана до Національного музею авіації Смітсонівського інституту. |
| 25.10.1961         | Вибрано місце для статичних випробувань ракети «Сатурн». |
| 27.10.1961         | Перший політ ракети-носія «Сатурн I» (SA-1) за програмою «Аполлон». |
| 01.11.1961         | Космічну робочу групу (STG) офіційно перейменовано на Центр пілотованих космічних кораблів (майбутній Космічний центр імені Ліндона Джонсона), директором якого став Роберт Гілрут. |
| 06.11.1961         | Космічний центр імені Маршалла доручив компанії North American Aviation перепроєктувати другий ступінь ракети «Сатурн» (S-II), збільшивши кількість двигунів J-2 з чотирьох до п'яти. |
| 17.11.1961         | НАСА оголосило, що контракт на суму бл. 200 млн дол. на будівництво 20 першого ступеня (S-I) ракет-носіїв «Сатурн», подібних до тієї, що була успішно випробувана 27 жовтня, виграла корпорація Chrysler. Контракт діятиме до 1966 року, а поставка першої ракети-носія запланована на початок 1964 року. |
| 27.11.1961         | Оригінальний технічний опис космічного корабля «Аполлон» суттєво розширено. |
| 28.11.1961         | Контракт на розробку космічного корабля, здатного доставити людину на Місяць, виграла компанія North American Aviation. |
| Грудень 1961 року  | У результаті тривалих обговорень вибрано конфігурацію ракети-носія «Сатурн C-5». |
| 04.12.1961         | Завершено роботу над технічним завданням проєкту «Аполлон». |
| 15.12.1961         | Підрядником для виробництва першого ступеня ракети «Сатурн C-5» призначено компанію Boeing. |
| 20.12.1961.        | Генеральна Асамблея ООН одноголосно ухвалила Резолюцію 1721 (XIV) про міжнародне співробітництво в галузі мирного використання космічного простору. НАСА оголосило, що контракт на модифікацію ступеня S-IV ракети «Сатурн» (заміна шести двигунів Pratt & Whitney на один двигун Rocketdyne J-2 виграла компанії Douglas Aircraft. |

### 1962 рік
| Дата               | Подія |
| ------------------ | --- |
| Січень 1962 року   | Інженери компанії North American Aviation розпочали створення макетів для визначення елементів конфігурації Командного модуля. Для Службового модуля «Аполлон» обрано рідке паливо. |
| 05.01.1962         | НАСА оприлюднило креслення тримісного космічного корабля «Аполлон», який використовуватиметься в програмі розробки місячної посадки. |
| 11.01.1962         | У посланні Конгресу про стан справ у країні президент США Джон Кеннеді сказав:Зі схвалення Конгресу, минулоріч ми розпочали велику нову справу в космічній галузі. Наша мета полягає не просто в тому, щоб першими висадитися на Місяці. <…> Наша мета полягає в розвитку нової галузі науки, торгівлі та співпраці, зміцненні позицій Сполучених Штатів та вільного світу. |
| 15.01.1962         | У Центрі пілотованих космічних польотів (MSC) створено Управління проєктом розробки космічного корабля «Аполлон» (ASPO). Керівником нового управління призначено Чарльза Фріка. |
| 22.01.1962         | Видано перше технічне замовлення на програму «Аполлон» на виготовлення макетів Командного та Службового модулів «Аполлон». |
| Лютий 1962 року    | Проаналізовано дані аеродинамічної труби НАСА на предмет придатності ракети-носія «Літл Джо» проєкту «Меркурій» до системи аварійного порятунку «Аполлон». |
| 07.02.1962         | На основі дослідження North American Aviation визначено, що оптимальним компонуванням рушійної установки Службового модуля є варіант з одним двигуном. |
| 13.02.1962         | НАСА і Lockheed Propulsion Company уклали контракт на створення ракети для системи аварійного порятунку космічного корабля «Аполлон». |
| 01.03.1962         | НАСА обрало компанію Chance Vought Corporation, яка входила в конгломерат Ling-Temco-Vought, підрядником для вивчення стикування космічних кораблів. |
| 02.03.1962         | Відділ космічних та інформаційних систем компанії North American Aviation обрав корпорацію Marquardt для проєктування й побудови реактивних двигунів для космічного корабля «Аполлон». |
| 08.03.1962         | North American Aviation уклала контракт на розробку паливних елементів для космічного корабля «Аполлон» з підрозділом Pratt & Whitney Aircraft Division компанії United Aircraft Corporation. |
| 25–31.03.1962      | НАСА затвердило плани розробки ракети-носія «Літтл Джо II» для випробувань. |
| 06.04.1962         | North American Aviation обрала Thiokol Chemical Corporation для виробництва твердопаливних ракетних двигунів, які використовуватимуться для скидання рятувальної вежі корабля «Аполлон» у разі аварійного припинення запуску або під час планованого виконання місії. |
| 11.04.1962         | Президент США Джон Кеннеді призначив програмі «Аполлон» найвищий національний пріоритет (DX). |
| 25.04.1962         | Другий політ ракети-носія «Сатурн I» (SA-2). Перший політ у рамках проєкту «Хайвотер». |
| 11.05.1962         | НАСА уклало контракт із General Dynamics/Convair на проєктування та виготовлення ракети-носія "Літл Джо, яка використовуватиметься для безпілотних суборбітальних випробувальних польотів космічного корабля «Аполлон». |
| 26.05.1962         | На космодромі Едвардс і Каліфорнії двигун F-1 уперше запущений на повну потужність протягом 2,5 х. |
| 29.05.1962         | Затверджено концепцію мобільної пускової установки для ракети «Сатурн C-5». |
| Червень 1962 року  | П'ять вчених НАСА, одягнених у скафандри, завершили в підрозділі компанії Rocketdyne аналіз можливості обслуговування компонентів ракети J-2 в космосі. |
| 07.06.1962         | Вернер фон Браун оголосив на брифінгу, що інженери Центру космічних польотів імені Маршалла (MSFC) погодилися, що найкраща конценція польоту людини до Місяця — зустріч на навколомісячній орбіті (траса Кондратюка). Цей висновок став фіналом дворічних обговорень. |
| 16–22.06.1962      | Результати попереднього розслідування North American Aviation показали, що якщо використовувати у Командному модулі атмосферу зі 100-відсоткового кисню, це дало б змогу заощадити близько 13,5 кг ваги і спростити управління. |
| Липень 1962 року   | НАСА обрало для розробки космічного скафандра «Аполлон» підрозділ Hamilton Standard корпорації United Aircraft Corporation. Компанія NAA завершила аналіз і проєктування теплозахисного екрана зі скловолокна. |
| 02.07.1962         | НАСА уклало три контракти на загальну суму 289 млн дол. із підрозділом Rocketdyne компанії NAA на подальшу розробку і виробництво ракетних двигунів F-1 і J-2. |
| 10.07.1962         | У Відділі космічних та інформаційних систем компанії NAA відбулася перша перевірка макетів космічного корабля «Аполлон» за участі директора Центру пілотованих польотів Роберта Гілрута, керівника програми «Аполлон» Чарльза Фріка та астронавта Вірджила Гріссома. |
| 11.07.1962         | НАСА оголосило, що концепцією проєкту «Аполлон» обрано стикування на навколомісячній орбіті (LOR). |
| 17.07.1962         | Джеймс ван Аллен, голова кафедри фізики та астрономії Державного університету Айови, заявив, що серйозну небезпеку для тривалих пілотованих космічних польотів можуть становити протони внутрішнього радіаційного поясу і що, можливо, очистити внутрішній пояс від протонів вдалося б за допомогою ядерних вибухів. |
| 20.07.1962         | Джеймс Вебб оголосив, що Центр управління польотами майбутніх пілотованих космічних польотів буде розташований у Центрі пілотованих космічних польотів (MSC). |
| 21.07.1962         | НАСА оголосило про плани будівництва вдосконаленого комплексу запуску ракет сімейства «Сатурн» на північний захід від мису Канаверал. |
| Серпень 1962 року  | Для «Аполлона» заплановано обмежене випробування пожежної небезпеки в атмосфері чистого кисню. |
| 06.08.1962         | Лабораторія приладобудування Массачусетського технологічного інституту (MIT) замовила електронний комп'ютер Honeywell 1800 для роботи над навігаційною системою космічного корабля «Аполлон». |
| 07–09.08.1962      | 6 серпня перший готовий макет командного модуля «Аполлон» (BP-25) у масштабі 1:4 випробували на удар в Тихому океані біля входу в гавань Лос-Анджелеса. 9 серпня було проведено ще три випробування. |
| 16.08.1962         | Другий ступінь (S-IV) ракети-носія «Сатурн C-1» успішно пройшов перше статичне випробування, яке тривало десять секунд. |
| 17.08.1962         | На конференції з місячної експедиції в Блексбурзі, штат Вірджинія, Карл Саган, астроном Каліфорнійського університету, попередив вчених про необхідність стерилізації місячних космічних кораблів і дезактивації екіпажу «Аполлона». |
| 22.08.1962         | Довжину службового модуля «Аполло» збільшено з 11 футів 8 дюймів (3,56 м) до 12 футів 11 дюймів (3,97 м), щоб забезпечити місце для додаткового палива. За згоди НАСА відповідальність за проєктування й виготовлення систем управління реактивним рухом для командного модуля «Аполлон» передано від компанії The Marquardt Corporation до підрозділу Rocketdyne Division компанії NAA. |
| Вересень 1962 року | Космічну робочу групу (Space Task Group) Роберта Гілрута, яка керувала національною космічною програмою пілотованих польотів із Дослідного центру НАСА в Ленглі (LaRC), перетворено на Центр пілотованих космічних польотів (MSC), який розташувався у Х'юстоні. Космічний центр імені Ліндона Джонсона окреслив попередній план польоту «Аполлона». Загальну масу космічного корабля «Аполлон» розподілили в межах передбачуваного обмеження в 90 000 фунтів (40,8 т). Для кожного модуля встановлено цільову межу маси. |
| 10.09.1962         | На 13-й день 14-денного експерименту, який мав не меті визначити вплив дихання чистим киснем під час тривалих космічних польотів, у Школі аерокосмічної медицини ВПС на авіабазі Брукс у Техасі спалахнула пожежа в імітованій кабіні космічного корабля. Один із двох офіцерів ВПС отримав серйозні травми. |
| 11.09.1962         | Вибрано другу тренувальну групу астронавтів НАСА для забезпечення пілотами програми «Джеміні» та перших місій програми «Аполлон». |
| 12.09.1962         | Президент США Джон Кеннеді виступив у Університеті Райса з промовою «Ми вирішили полетіти на Місяць»:Ми вирішили летіти на Місяць у цьому десятилітті <...> - не тому, що це легко, а тому, що це важко, тому що ця мета допоможе організувати й оцінити наші найкращі сили та здібності, тому що це виклик, який ми готові прийняти, який ми не хочемо відкладати і на який ми маємо намір відповісти, як і інші. |
| 21.09.1962         | Ухвалено контракт з Armour Research Foundation на дослідження умов на поверхні Місяця. Попередні дослідження вказували на те, що поверхня Місяця може бути дуже твердою. |
| Листопад 1962 року | Розпочалося будівництво комплексу Центру управління запусками (LOC). НАСА оголосило про вибір компанії Grumman Corporation як підрядника, який розроблятиме Місячний екскурсійний модуль. |
| 16.11.1962         | Третій політ ракети-носія «Сатурн I» (SA-3). Другий політ у рамках проєкту «Хайвотер». |

### 1963 рік
| Дата               | Подія |
| ------------------ | --- |
| Лютий 1963 року    | Компанія Grumman розпочала виготовлення моделі LEM у масштабі однієї десятої для випробувань на розділення ступенів. |
| 28.03.1963         | Четвертий політ ракети-носія «Сатурн I» (SA-4). |
| 03.06.1963         | Довжину адаптера космічного корабля та адаптера «Сатурн V» було збільшено з 8,077 до 8,89 м. |
| 23.07.1963         | Заступником помічника адміністратора з питань пілотованих космічних польотів замість тодішнього помічника адміністратора Брейнерда Голмса призначено Джорджа Мюллера. |
| 28.08.1963         | Перший випробувальний політ ракети-носія «Літл Джо II». |
| Серпень 1963 року  | Компанія Grumman побудувала повномасштабну картонну модель Місячного екскурсійного модуля (LEM) для аналізу проблем геометрії кабіни, зокрема розташування дисплеїв. |
| 07.11.1963         | Pad Abort Test-1 — перше випробування системи аварійного порятунку на старті. |
| 22.11.1963         | Лі Гарві Освальд убив Джона Кеннеді. |
| 29.11.1963         | Наступний президент США Ліндон Джонсон видав указ про перейменування космодрому і мису Канаверал на честь Кеннеді. |
| Вересень 1963 року | Завершено будівництво власної будівлі Центру пілотованих космічних польотів. У 1973 році після смерті Ліндона Джонсона Конгрес США перейменував центр на його честь, і відтоді він називається Космічний центр імені Ліндона Джонсона. |
| 24.10.1963         | Вибір місця посадки Місячного екскурсійного модуля (LEM). |
| Жовтень 1963 року  | Ухвалено рішення використовувати для всіх пілотованих польотів на навколоземну орбіту ракету «Сатурн IB» — модернізовану версію «Сатурн I». |
| 29.01.1964         | П'ятий політ ракети-носія «Сатурн I» (SA-5). Перший запуск двоступеневої ракети (Block 2). |
| 13.05.1964         | Здійснено місію A-001 — другий політ ракети-носія «Літл Джо II», перше випробування системи аварійного порятунку в польоті. |
| 28.05.1964         | Шостий політ ракети-носія «Сатурн I» — AS-101 (SA-6). Безпілотний випробувальний політ. Перший політ масогабаритної моделі корабля «Аполлон». |
| 18.09.1964         | Сьомий політ ракети-носія «Сатурн I» — AS-102 (SA-7). Безпілотний випробувальний політ. Другий політ масогабаритної моделі корабля «Аполлон». |
| 08.12.1964         | Здійснено місію A-002 — третій політ ракети-носія «Літл Джо II», друге випробування системи аварійного порятунку в польоті. |
| 16.02.1965         | Восьмий політ ракети-носія «Сатурн I» — AS-103 (SA-9). Безпілотний випробувальний політ. Запуск макета Командного модуля і супутника «Пегас-1». |
| 26.02.1965         | Луїс Волтер, геохімік Центру космічних польотів імені Ґоддарда, повідомив: його дослідження тектитів показали, що місячна поверхня може бути піскоподібною. |
| 11.03.1965         | Відділ конструкцій та механіки Центру пілотованих космічних польотів (MSC) провів дослідження умов посадки на Місяць. |
| 01.04.1965         | Компанія Bellcomm, Inc. провела системне інженерне дослідження динаміки посадки «Аполлона» на Місяць. |
| 19.05.1965         | Здійснено місію A-003 — четвертий політ ракети-носія «Літл Джо II», третє випробування системи аварійного порятунку в польоті. |
| 25.05.1965         | Дев'ятий політ ракети-носія «Сатурн I» — AS-107 (SA-8). Безпілотний випробувальний політ. Запуск макета Командного модуля і супутника «Пегас-2». |
| 29.06.1965         | Pad Abort Test-2 — друге випробування системи аварійного порятунку на старті. |
| 30.07.1965         | Деяятий політ ракети-носія «Сатурн I» — AS-105 (SA-10). Безпілотний випробувальний політ. Запуск макета Уомандного модуля і супутника «Пегас-3». |
| Жовтень 1965 року  | Завершено будівництво двох із трьох пускових майданчиків, А і В, стартового комплексу космодрому на мисі Канаверал. |
| 20.01.1966         | Здійснено місію A-004 — п'ятий політ ракети-носія «Літл Джо II», четверте випробування системи аварійного порятунку в польоті. |
| 26.02.1966         | Запуск AS-201 — перший безпілотний запуск у рамках програми, суборбітальний політ до Атлантичного океану. Цілі: перевірка структурної цілісності ракети-носія і корисного вантажу, розділення ступенів, перевірка роботи бортових систем ракети-носія, запуск корисного вантажу, перевірка бортових систем космічного корабля, надійність теплозахисту і робота допоміжних наземних об'єктів. Унаслідок збою під час найбільшого нагрівання теплозахисного щита не вдалося отримати інформацію про роботу абляції під час входу в атмосферу. |
| 05.07.1966         | Запуск AS-203. Космічного апарата на борту не було. Метою запуску було оцінити роботу відсіку інструментів в орбітальному польоті, отримати інформацію про роботу систем охолодження й вентиляції, переміщення рідин і передавання тепла в паливних баках, роботу систем орієнтації та терморегулювання, системи управління польотом, а також зібрати дані щодо поведінки рідкого водневого палива на орбіті, щоб переконатися в необхідності передбачити можливість перезапуску S-IVB. |
| 25.12.1966         | Запуск AS-202: суборбітальний політ Командно-службового модуля до Тихого океану. Ступінь S-IVB була визнана придатною для пілотованих польотів. |
| 21.02.1967         | Запуск «Аполлона-1»: наземні випробування. Весь екіпаж — Вірджил Гріссом, Едвард Вайт і Роджер Чаффі — загинув у пожежі під час випробувань на стартовому майданчику. |
| 09.11.1967         | Запуск «Аполлона-4». Перший випробувальний 8,5-годинний політ ракети «Сатурн V», виведення безпілотного космічного апарата на високу навколоземну орбіту; демонстрація повторного запуску двигуна S-IVB; перевірка теплового екрана з моделюванням швидкості й кута траєкторії повернення з Місяця. |
| 22–23.01.1968      | Запуск «Аполлона-5». Безпілотне випробування ракети-носія «Сатурн IB» в навколоземному орбітальному польоті. Демонстрація рухову установку для зльоту й спуску, пілотування ракетою-носієм, перший запуск корабля з Місячним модулем, 11-годинна місія для його випробовування. |
| 08.02.1968         | Ухвалено рішення відмовитися від другого безпілотного польоту Місячного модуля «Аполлона». |
| 04.04.1968         | Запуск «Аполлона-6». Останній безпілотний запуск за програмою «Аполлон». 10-годинна місія з метою визначити, у яких умовах відбуватимуться пілотовані польоти. Оцінювання «Сатурна V» на предмет здійснення пілотованих польотів. Другий політ «Сатурна V» без екіпажу, спроба демонстрації переходу на траєкторію польоту до Місяця та переривання польоту з використанням двигуна Службового модуля; три відмови двигуна, зокрема невдалий перезапуск S-IVB. Контролери польоту використовували двигун Службового модуля для повторення профілю польоту «Аполлона-4». |
| 11–22.10.1968      | Запуск «Аполлона-7». Екіпаж: Воллі Ширра, Волтер Каннінгем, Донн Ейсел. Перший пілотований космічний політ у рамках програми «Аполлон». 11-денний політ навколоземною орбітою з метою відпрацювання та комплексних випробовувань Командного модуля, а також дослідження командно-вимірювального комплексу. Перша пряма телевізійна трансляція з орбіти, здійснена пілотами. |
| 21—27.12.1968      | Запуск «Аполлона-8». Екіпаж: Френк Борман, Джеймс Ловелл, Вільям Андерс. Перший пілотований політ «Сатурна V». Перший в історії людства обліт Місяця. Командно-службовий модуль за 20 годин здійснив 10 обертів навколомісячною орбітою. |
| 03–13.03.1969      | Запуск «Аполлона-9». Екіпаж: Джеймс Макдівітт, Девід Скотт, Рассел Швайкарт. Другий пілотований політ «Сатурна V». Імітація польоту на Місяць на навколоземній орбіті. Перший пілотований політ Командно-службового і Місячного модулів на навколоземній орбіті. Відпрацювання перебудови корабля і маневрів, які виконуватимуться на навколомісячній орбіті у подальших місіях. Перевірка портативної системи життєзабезпечення, яка використовуватиметься на поверхні Місяця. |
| 18—26.05.1969      | Запуск «Аполлона-10». Екіпаж: Томас Стаффорд, Джон Янг, Юджин Сернан. Генеральна репетиція першої висадки на Місяць; Місячний модуль пролетів на висоті 15 км над поверхнею Місяця. |
| 16–24.07.1969      | Запуск «Аполлона-11». Екіпаж: Ніл Армстронг, Майкл Коллінз, Базз Олдрін. Перша посадка людей на поверхню Місяця, здійснена на базі Спокою в морі Спокою. Тривалість перебування на поверхні — 2 год 31 хв. Екіпаж привіз на Землю 21,55 кг місячного ґрунту. |
| 14–24.11.1969      | Запуск «Аполлона-12». Екіпаж: Чарлз Конрад, Річард Гордон, Алан Бін. Друга посадка, здійснена в Океані Бур за 200 м від космічного корабля «Сервеєр-3», який приземлився там за 2,5 року до того. Астронавти демонтували деякі деталі цього апарата і привезли їх на Землю. Крім того, вони зібрали 34,30 кг місячних порід і привезли їх на Землю. Тривалість перебування астронавтів на поверхні Місяця — 7 год 45 хв. |
| 11–17.11.1970      | Запуск «Аполлона-13». Екіпаж: Джеймс Ловелл, Джон Свайгерт, Фред Гейз. Третя спроба посадки Місяць. 14 квітня на відстані 330 000 км від Землі вибухнув кисневий балон і вийшли з ладу два з трьох паливних елементів, які забезпечували електропостачання відсіку екіпажу Командного модуля. Вийшли з ладу маршовий двигун і системи життєзабезпечення Службового модуля. Робочим залишився лише Місячний модуль, і екіпаж використав його як «рятувальну шлюпку» для повернення на Землю: траєкторію польоту вдалося скоригувати за допомогою двигуна цього модуля. Облетівши Місяць, астронавти успішно повернулися на Землю. Місію охарактеризували як «успішна невдача». |
| 31.01–09.02.1971   | Запуск «Аполлона-14». Екіпаж: Алан Шепард, Стюарт Руса, Едгар Мітчелл. Третя посадка на Місяць. Здійснена у формації Фра Мауро, розташованій на північний схід від Океану Бур. Упродовж польоту виконана велика дослідна програма, яка переважала за обсягом місії «Аполлон-11» і «Аполлон-12». Тривалість перебування астронавтів на поверхні Місяця — 9 год 21 хв. На Землю привезено 42,80 кг місячних порід. |
| 26.07–07.08.1971   | Запуск «Аполлона-15». Екіпаж: Девід Скотт, Альфред Ворден, Джеймс Ірвін. Перший політ із розширеним Місячним модулем і місячним автомобілем, який потім використовувався також у місіях «Аполлон-16» і «Аполлон-17». Місячний модуль приземлився в районі Гедлі-Апенніни, розташованому поблизу Моря Дощів. Тривалість перебування астронавтів на поверхні Місяця — 18 год 33 хв. На Землю привезено 76,70 кг місячних порід. |
| 16–27.04.1972      | Запуск «Аполлона-16». Екіпаж: Джон Янг, Кен Маттінглі, Чарльз Дюк. Здійснив посадку на високогір'ї Декарта. Другий політ із місячним автомобілем. Тривалість перебування астронавтів на поверхні Місяця — 20 год 14 хв. На Землю привезено 94,30 кг місячних порід. |
| 07–19.12.1972      | Запуск «Аполлона-17». Єдиний нічний запуск «Сатурна V». Місячний модуль здійснив посадку в регіоні Таурус-Літтроу. Третій політ із місячним автомобілем. Перший геолог на Місяці. Остання висадка людей на Місяць. Тривалість перебування астронавтів на поверхні Місяця — 22 год 02 хв. На Землю привезено 110,40 кг місячних порід. 7 грудня 1972 року знято фотографію Землі, яка пізніше отримає назву Блакитна іграшкова куля. |
| 20.07.1979         | Відкрито Лабораторію зразків місячного ґрунту. |